# Астанинская международная биржа
Astana International Exchange — AIX (Биржа МФЦА) — фондовая биржа в городе Астана, Казахстан. Образована в 2017 году с целью реализации задач МФЦА по развитию рынка ценных бумаг Республики Казахстан, обеспечению его интеграции с международными рынками капитала, определенных Конституционным законом «О МФЦА». Международная биржа AIX, помимо биржи KASE, является одной из двух подобных организаций в Казахстане.
AIX функционирует в юрисдикции МФЦА, основанной на принципах английского общего права, а также регулируется Комитетом МФЦА в качестве интегрированного регулятора финансовых услуг. Биржа предоставляет надежную и безопасную торговую инфраструктуру с доступом к инвестициям благодаря развитой экосистеме, в которую входит более 40 местных и международных торговых членов. Первые торги на AIX начались в 2018 году. В 2021 году был введён биржевой индекс — AIX Qazaq Index (AIXQI).
AIX является локальной площадкой для проведения первичного (PPO) и вторичного (SPO) публичного размещения акций и ГДР, а также прямого листинга и кросс-листинга, как компаний частного корпоративного сектора, так и национальных портфельных компаний Фонда «Самрук-Казына» в рамках Комплексного плана по приватизации, утвержденного Правительством Республики Казахстан.
В своей деятельности биржа использует торговую платформу Nasdaq и имеет расчетно-депозитарную инфраструктуру T+2, подключенную к местным и международным кастодианам. Биржа AIX соответствует требованию индекса FTSE Russell и включена в правила FTSE Frontier Index Series. AIX признана Налоговой и таможенной службы Великобритании (HMRC).

## История

### Создания
В мае 2015 года первый президент республики Нурсултан Назарбаев подписал указ о создании международного финансового центра «Астана», и осенью 2015 года Мажилис парламента Казахстана на пленарном заседании одобрил проект конституционного закона «О международном финансовом центре «Астана». Законопроектом предусматривается создание центра, представляющего собой территорию с четко обозначенными границами и администрируемый собственными органами.
Законопроектом закрепляется особый правовой режим на территории центра. Право центра будет основываться на Конституции Казахстана, законопроекте и актах органов центра, в основу которых будут положены принципы права и нормы права органов Англии и Уэльса, а также стандарты ведущих финансовых центров.

### Дальнейшее развитие
AIX стала первой биржей в мире, которая перенесла свою основную инфраструктуру — торговую систему Nasdaq — в облачное хранилище Amazon Web Services, что повысило эффективность торговых услуг, при этом обеспечив гибкость и масштабируемость для инвестиционного сообщества.
В 2019 году AIX стала единственной фондовой биржей в Центральной Азии, получившей признание от Налоговой и таможенной службы Великобритании (HMRC). Этот статус позволяет держателям ценных бумаг, торгующихся на AIX, воспользоваться благоприятным режимом в соответствии с налоговым законодательством Великобритании с учетом их индивидуальных обстоятельств и условий, применимых в рамках закона.
В 2020 году AIX была признана торговой площадкой, соответствующей требованиям индекса FTSE Russell и включена в правила FTSE Frontier Index Series (пограничные рынки), что способствует повышению инвестиционной позиции Казахстана до уровня развивающихся рынков.

## Руководство
С 16 января 2023 года Асель Мукажанова назначена исполняющей обязанности председателя правления AIX. C 2017 года она работала на AIX в качестве руководителя по работе с эмитентами, а с октября 2022 года в качестве управляющего директора по развитию рынков и продуктов AIX, курируя следующие направления: развитие базы розничных инвесторов, горнорудный сектор, работу с эмитентами, сегмент «Пояс и Путь», а также развитие новых продуктов.
С 24 мая 2021 года до 6 января 2023 года должность Председателя Правления AIX занимал Ренат Бектуров. С января 2023 года был назначен Управляющим Международным финансовым центром «Астана».
C мая 2018 года до 24 мая 2021 года Биржей руководил Тимоти Беннетт, ранее занимавший должность Председателя Правления Новозеландской фондовой биржи. На сегодняшний день является Председателем Совета директоров AIX.

## Состав акционеров
По состоянию на 30 апреля 2024 года крупнейшими акционерами биржи являются:
- Шанхайская фондовая биржа
- NASDAQ
- Китайско-казахстанский фонд сотрудничества производственных мощностей
- Администрация МФЦА

## Деятельность
Первые торги на AIX начались в 2018 году.
Листинговые требования AIX основаны на лучших стандартах Управления Великобритании по листингу (UKLA) и Европейского союза, что делает правила работы AIX понятными для зарубежных инвесторов и эмитентов. Система признания в МФЦА иностранных фондовых бирж позволяет проводить ускоренный кросс-листинг ценных бумаг на AIX. По состоянию на конец апреля 2024 года в официальный список Биржи МФЦА вошли 172 выпусков ценных бумаг 105 различных эмитентов, включая 21 ETN. Торговыми членами Биржи МФЦА являются 23 казахстанских и 17 международных брокеров, включая крупнейших мировых брокеров, таких как CITIC, CICC, Shenwan Hongyuan, Wood&Co и др. В Центральном депозитарии Биржи МФЦА более 1 733 483 счетов розничных инвесторов.
По состоянию на конец апреля 2024 года рыночная капитализация компаний (Казатомпром, Полиметалл, Народный Банк Казахстана, Ferro Alloy Resources Limited, Банк ЦентрКредит, Kaspi.kz, КазМунайгаз, Nostrum Oil & Gas PLC, O’KEY GROUP S.A., ROS AGRO PLC, Ozon, KEGOC, Fix Price, Air Astana), составила более $73,0 млрд.
Объем торгов за 2023 год увеличился на 236% по сравнению с 2022 годом и достиг $582 млн. Объем торгов за весь 2022 год составил $173 млн.
Общий объем привлеченного долгового капитала со дня открытия биржи составил $4,2 млрд, объем привлеченного долевого капитала составил $365 млн.
В рамках активного привлечения розничных инвесторов на фондовый рынок, повышению культуры инвестирования Биржей МФЦА продолжается работа по развитию мобильного приложения TABYS, благодаря которому любой гражданин Казахстана может инвестировать в глобальные и локальные фондовые рынки. На сегодня объем инвестиций составил более 4.2 млн долл. США, а общий объем торгов составил более 13.7 млн долл. США. На конец 2023 года в приложении открыто более 45 тыс. счетов для физических лиц.
В рамках трех успешных этапов размещения в течение 2018–2020 годов на AIX было реализовано 25% акций и ГДР национальной компании «Казатомпром» и привлечено в совокупности на LSE и AIX порядка 790 млн долларов США, из которых около 204 млн долларов США (26%) было привлечено через AIX. В ходе данного размещения на AIX одна треть привлечена от иностранных инвесторов, что демонстрирует их высокий уровень интереса к платформе МФЦА.
В 2019 году на AIX (также на LSE, MOEX) состоялось размещение акций первого иностранного эмитента Polymetal International, что дало этой крупнейшей российско-казахстанской горнорудной компании возможность расширить базу инвесторов. В августе 2023 года компания Polymetal International plc завершила редомициляцию с о. Джерси в Международный финансовый центр «Астана».
IPO казахстанской финтех-компании Kaspi.kz, состоявшееся на LSE и AIX в 2020 году. Компания была оценена в 6,5 млрд долларов США, став самой дорогой казахстанской публично торгуемой компанией. Успешное IPO на AIX показало необходимость дальнейшего развития интегрированного рынка капитала в стране, а также потенциал частных высокотехнологичных компаний.
В 2022 году важным событием фондового рынка Казахстана стало IPO крупнейшей национальной нефтегазовой компании «КазМунайГаз», проведенное исключительно на локальном рынке (AIX, KASE). По результатам первичного размещения удовлетворено заявок на сумму 154 млрд тенге ($327 млн), в том числе на площадках AIX и посредством мобильного приложения Tabys (11%) на сумму 16,4 млрд тенге ($35 млн). Несмотря на то, что изначально целевой аудиторией была местная инвестиционная база с упором на розничных инвесторов, на площадке AIX был зафиксирован значительный интерес со стороны зарубежных инвесторов.
Согласно планам Фонда «Самрук-Казына» в ближайшие два года планируется вывод на IPO портфель зеленых активов «Самрук-Энерго», QazaqGaz и «Қазақстан темір жолы».

## Пост-трейдинговая инфраструктура
AIX создала два отдельных юридических лица для обеспечения пост-трейдинговой деятельности:
- Центральный депозитарий ценных бумаг AIX (AIX CSD) – это частная компания, зарегистрированная в соответствии с действующим законодательством МФЦА, которая отвечает за ежедневные операции с наличными, расчеты по ценным бумагам и депозитарную деятельность. AIX CSD  имеет коммерческую лицензию, выданную Комитетом МФЦА по регулированию финансовых услуг (AFSA). AFSA также действует в качестве Регулятора Центрального депозитария ценных бумаг AIX. AIX CSD является исключительной собственностью AIX.
- Все ежедневные пост-торговые операционные обязанности осуществляются Отделом клиринга и расчетов на основании Соглашения об инфраструктуре, ресурсах и услугах между AIX и AIX CSD[15].

#### Операционная модель
В зависимости от класса активов, AIX предлагает различные расчетные и депозитарные модели. Во всех случаях расчеты по биржевым торгам проводятся на основе Т+2 и могут проводиться в разных валютах.
- Расчеты по всем сделкам AIX проводятся непосредственно в Центральном депозитарии ценных бумаг при AIX.

#### Технологии
AIX CSD и приложения внешнего взаимодействия работает на основе Avenir Technology, глобального поставщика пост-торговой инфраструктуры и приложений.
AIX CSD также использует сеть SWIFT для обмена сообщениями со своими участниками.         

## Международное сотрудничество
- AIX входит в Федерацию евро-азиатских фондовых бирж, а в 2021 году стала полноправным членом Всемирной федерации бирж — глобальной отраслевой ассоциации бирж и клиринговых центров, объединяющей более 250 участников рыночной инфраструктуры.
- AIX получила доступ к Swift Alliance Cloud в облачной системе Amazon Web Services (AWS). Alliance Cloud — это безопасное облачное решение, обеспечивающее беспрепятственную интеграцию в глобальную сеть Swift. Доступ к Alliance Cloud обеспечивает AIX множество преимуществ, включая повышенную гибкость и масштабируемость, снижение операционных рисков и затрат на хостинг, а также обслуживание и обновление основных компонентов инфраструктуры в безопасной и устойчивой среде. Он позволяет упростить и оптимизировать имеющуюся практику проведения платежных операций, при этом отвечая требованиям регулирования и стандартам финансовой индустрии.
- AIX подписала Меморандум с Фондовой биржей Абу-Даби (ADX) на получение доступа к Центру цифровой биржевой торговли Tabadul. Это полноценная биржевая площадка, целью которой является создание торговой сети между биржами в регионе Персидского залива и по всему миру. Tabadul обеспечивает взаимный доступ к рынкам AIX и ADX, что даёт инвесторам возможность торговать напрямую через лицензированных брокеров на обоих рынках[16]. Ценные бумаги на Tabadul будут торговаться в местной валюте, а в некоторых случаях в указанной валюте торгуемого актива, при этом минимальная сумма для ордеров не установлена.
- AIX и Bitfinex Securities подписали Меморандум о взаимопонимании и договорились о дальнейшем сотрудничестве на взаимовыгодных условиях. Bitfinex Securities — это платформа для листинга и торговли токенизированными ценными бумагами, лицензированная в рамках FinTech Lab Комитетом МФЦА по регулированию финансовых услуг (“AFSA”). Стороны определили несколько инициатив и общих целей, таких как сотрудничество в сферах двойного листинга полностью взаимозаменяемых обычных и токенизированных ценных бумаг; организации пост-трейдинговых связей между соответствующими системами расчетов по ценным бумагам; совместных усилий по созданию эффективных каналов связи между обычными и токенизированными торговыми площадками.

## AIX Qazaq Index
Для оценки состояния рынка акций на Астанинской международной бирже в 2021 году запущен индекс AIX Qazaq Index (AIXQI), представляющий собой взвешенный по рыночной капитализации индекс, включающий акции и ГДР казахстанских и связанных с Казахстаном компаний, торгуемых на фондовых биржах. В индекс входят ценные бумаги компаний, которые либо зарегистрированы в Казахстане, либо их доход от бизнеса частично или полностью генерируется в республике, либо существенная часть операционной деятельности осуществляется в Казахстане.
Индекс создан в первую очередь для улучшения инвестиционного процесса, путем измерения показателей наиболее ликвидного сегмента казахстанского рынка капитала и возможности сравнения потенциальных инвестиционных стратегий с индексом.
С помощью AIXQI инвесторы получили возможность не только отслеживать изменения на фондовом рынке Казахстана, но и инвестировать в привязанные к индексу фонды (AIX Qazaq Index и AIX Qazaq Index Active), которые листингованы на AIX. Индекс AIXQI доступен для торгов не только на бирже, но и в мобильном приложении для розничных инвесторов Tabys.